# Chris Kempers
Chris Kempers (ur. jako Christiane Kempers, 7 stycznia 1965 w Mönchengladbach) – niemiecka piosenkarka oraz wokalistka szlagierowa, reprezentantka Niemiec podczas 35. Konkursu Piosenki Eurowizji w 1990 roku w Zagrzebiu.

## Życiorys
Kempers wzięła udział w wyborach Niemieckiej Eurowizji w 1988 roku jako członek grupy Rendezvous z utworem "Du bist ein Stern für mich", który zdobył tylko 10. miejsce. Na początku 1990 roku pojawiła się w programie telewizyjnym naśladując Jennifer Rush i została zauważona przez Ralpha Siegela, który zaoferował jej możliwość wykonania jednej z jego piosenek w duecie ze słoweńskim piosenkarzem Danielem Kovačem w wyborach Eurowizji 1990, które odbyło się 29 marca w Monachium. W 1990 roku wystąpiła wraz z Danielem Kovačem podczas finału 35. Konkursu Piosenki Eurowizji w Zagrzebiu z utworem "Frei zu leben", który odbył się 5 maja 1990 roku. Zdobyli 60 punktów i uplasowali się na 9. miejscu spośród 22 reprezentantów.
Po pojawieniu się w Eurowizji, Kempers wystąpiła w kilku musicalach teatralnych i pracowała krótko w studiu jako wokalistka wspierająca, ale nie była w stanie dokonać przełomowej kariery i wycofała się z przemysłu muzycznego.